# Вайсериц (район)
Ва́йсериц (нем. Weißeritz) — бывший район в Германии.
Центр района — город Диппольдисвальде. Район входил в землю Саксония. Подчинён был административному округу Дрезден . Занимал площадь 765,71 км². Население 121 454 чел. Плотность населения 159 человек/км².
Официальный код района 14 2 90.
В ходе саксонской коммунальной реформы с 1 августа 2008 года стал частью объединённого района Саксонская Швейцария — Восточные Рудные Горы в составе новообразованного дирекционного округа Дрезден.
Район подразделялся на 17 общин.

## Города и общины

### Города
1. Альтенберг (Рудные горы) (6 078)
2. Диппольдисвальде (10 777)
3. Фрайталь (39 215)
4. Гайзинг (3 284)
5. Гласхютте (4 540)
6. Рабенау (4 709)
7. Тарандт (5 664)
8. Вильсдруфф (13 752)

### Общины
1. Банневиц (10 712)
2. Дорфхайн (1 236)
3. Хартмансдорф-Райхенау (1 252)
4. Хермсдорф (1 025)
5. Хёкендорф (3 139)
6. Крайша (4 492)
7. Пречендорф (4 474)
8. Райнхардтсгримма (3 063)
9. Шмидеберг (4 917)